# 文谷数重
文谷 数重（もんたに すうちょう、1973年 - ）は、日本の軍事ライター。

## 学歴
1997年早稲田大学卒業、2012年3月早大大学院修了（修士）。

## 履歴
大学卒業後、海上自衛隊に一般幹部候補生として入隊。施設幹部として総監部、施設庁、統幕、C4SC等で周辺対策、NBC防護等に従事。2012年4月退職。

## 人物
現役当時から同人活動として海事系の評論を行う「隅田金属」を主催。独自の視点から日本の安全保障政策について提言を行っている。

## 著作
- 「尖閣はどうなっているか : 安定が失われる真のリスクとは」2021『世界』 (948) 158-165
- 「日本のミサイルは何を狙うのか」2022 『世界』(964) 148-155,
- 「日本の破壊工作対処能力は低くない! 基地警備に適正な投資とは? 検証!自衛隊の『基地警備強化論』」2023 『軍事研究』58 (2), 216-227,